# Карл Християн Брунс
Карл Християн Брунс (нім. Karl Christian Bruhns) — німецький астроном і метеоролог.

## Біографія
Карл Християн Брунс народився 22 листопада 1830 року в місті Плені в землі Шлезвіг-Гольштейн, в сім'ї механіка. У ранньому віці Карл Брунс проявив здібності до математики і, за бажанням батька, став механіком, одночасно вивчаючи вищу математику, астрономію та іноземні мови.
У 1851 році працював в механічному закладі в місті Берліні і рішенням різних астрономічних завдань звернув на себе увагу Йоганна Франца Енке, директора Берлінської обсерваторії, який і призначив його в 1852 році тимчасовим, а незабаром і ординарним другим асистентом при обсерваторії.
У липні 1854 році був призначений першим асистентом Берлінської обсерваторії.
У 1856 році отримав вчений ступінь, захистивши дисертацію на тему: «De planetis mino R ibus» (O малих планетах, Берлін, 1856); а в 1859 році став приват-доцентом Берлінського університету.
У тому ж році Брунс отримав запрошення зайняти місце директора обсерваторії і кафедру астрономії в Лейпцигу. За його вказівками і планами обсерваторія була перебудована відповідно до новітніх вимог за мірками другої половини XIX століття; завдяки чому там були зроблені ряд важливих спостережень, вироблених частиною особисто їм, частиною під його керівництвом, що відносяться до визначення положення планет, комет, нерухомих зірок (спостереження зон); завдяки чому були відкриті безліч небесних тіл.
Не менш чудові його обчислення шляхів комет, які він публікував здебільшого в «Astron. Nachrichten».
Досить тривалий час начальником астрономічного відділення при прусському інституті геодезії і видав за цей час кілька томів «Astronom.-geod ä sischen Arbeiten etc.» (Лейпциг, 1865-74).
У 1863 році він влаштував мережу з двадцяти чотирьох метеорологічних станцій, якими сам і керував. Одинадцятирічні метеорологічні спостереження становлять результат його діяльності в цій галузі. Разом з Рюїс Балло, Скоттом та іншими вченими він сприяв установі міжнародного метеорологічного комітету.
Багато в чому завдяки зусиллям Карла Християна Брунса в 1878 році в Лейпцигу була відкрита станція для передбачення погоди, одна з перших в Німеччині.
Крім численних робіт з астрономії, геодезії та метеорології Брунс писав великі біографії, а також і популярні статті в журналах. Він склав біографію Енке (Лейпциг, 1869), написав: «Астрономи Плейсенбурга» (Лейпц., 1879), біографію Гумбольдта (3 т., Лейпциг, 1872); останню працю він склав в співтоваристві з десятьма іншими вченими.
Брунс був одним із засновників «астрономічного товариства»; він належав до числа небагатьох осіб, обраних комісією для спостереження за проходженням Венери в 1874 році; брав також діяльну участь в успіхах географічних наук і заходів.
Карл Християн Брунс помер 25 липня 1881 року в місті Лейпцигу.